# Bostadsförmedling
En bostadsförmedling är en offentlig eller privatägd verksamhet som förmedlar bostadshyresrätter (vanligen lägenheter) till bostadssökande (oftast med förstahandskontrakt, men även förmedling av andrahandsuthyrning förekommer). Även förmedlingar av turistlägenheter och internationella förmedlingar finns. (För förmedling av bostadsköp, hus och bostadsrätter, se vidare under fastighetsmäklare.)

## Bostadsförmedling i Sverige
I Sverige drivs bostadsförmedlingarna vanligen av kommuner. Bostadsförmedlingen förmedlar bostäder till bostadssökande som uppnått en viss kötid i bostadsförmedlingens bostadskö, men det finns ofta undantagsregler för sökande med speciella behov. Bostadsförmedlingen kan ta ut en administrativ avgift för köande. I större städer kan det krävas många år i bostadskön för att få ett förstahandskontrakt i ett attraktivt område.

### Historik
I Sverige startades de första bostadsförmedlingarna i Sundsvall 1909, Skara 1910, Landskrona 1911 och Malmö 1912. Under första världskriget tog Staten på grund av störningarna på bostadsmarknaden initiativet till en omfattande utveckling på bostadsförmedlingarnas område. 1917 stadgades i hyresregleringslagen att bostadsförmedlingar skulle finnas i alla städer och stadsliknande samhällen med över 5.000 innevånare.
Sveriges äldsta kommunala bostadsförmedling var Malmö Stads Bostadsförmedling, som öppnades på Föreningsgatan i Malmö år 1913 på initiativ av byggmästaren och ledamoten av Malmö stadsfullmäktige Johannes Lundahl. Dess uppgift var inte enbart att förmedla lediga bostäder bland de cirka 24 000 lägenheterna, utan också att inspektera och arbeta för att höja standarden på de ofta enkla bostäderna. Numera har denna verksamhet övergått till Boplats Syd. Efterhand följde fler kommuner med egna bostadsförmedlingar.